# Bánffy Dénes (kamarás)
Gróf losonci Bánffy Dénes (Nagyszeben, 1777 – Bécs, 1854. július 4.) császári és királyi kamarás.

## Élete
Bánffy György erdélyi főkormányzó fia volt. Ő építtette a válaszúti Bánffy-kastélyt, feltehetőleg 1820 körül. Betegen élte át az 1848–1849-es éveket Bécsben, hivatal nélkül, de folytonos érintkezésben az arisztokráciával és mély, hazafias érdeklődéssel kísérve az események menetét.
Haynau leváltása után Bánffy memoárokat írt a nevezett évekről. Az eredetileg francia nyelven írt emlékiratokat sokáig kutatta és le is foglalta a bécsi rendőrség; szerzőjük rokona és barátja, gróf Bethlen Miklós másolta le, és őrizte meg őket, Marczali Henrik pedig közzétette magyarul: Gróf Bánffy Dénes emlékiratai az 1848. évi forradalomról címmel a Budapesti Szemlében (1889).